# Prodal '94
Prodal '94 este o companie producătoare de băuturi alcoolice din România.
Compania deține mărcile Stalinskaya Vodka, brand care deține 38% în valoare din piața de vodcă, și Wembley Dry Gin, cu o cotă de 47% din vânzările locale de gin (mai 2010).
De asemenea compania importă brandurile de bourbon whiskey Evan Williams și Elijah Craig.
Grupul de firme Prodal, parte a grupului ICB din care face parte și Agricover, este format din companiile Prodal '94 (care operează o unitate de producție băuturi alcoolice), Granddis (axată pe distribuție) și Bere Spirt Turnu-Severin (distileria de alcool), toate cele trei companii având ca acționari principali doi cetățeni români de origine iraniană.
Granddis a avut în 2008 o cifră de afaceri de 28,2 milioane euro.
Cifra de afaceri:
- 2009: 22,6 milioane euro[1]
- 2008: 28 milioane euro[3]